# Archytas seminiger
Archytas seminiger là một loài ruồi trong họ Tachinidae.